# Pierre Pibarot
Pierre Pibarot (* 23. Juli 1916 in Alès; † 26. November 1981) war ein französischer Fußballspieler und -trainer.

## Spielerkarriere
Pibarot entstammte der Jugend von Olympique Alès, für den er ab 1934 auch in der Erstligaelf eingesetzt wurde. 1936 stieg er – erst ab diesem Zeitpunkt als Stammspieler – mit ihr in die zweite Division ab, wo die Mannschaft trotz einiger bekannter Mitspieler wie Károly Sós oder Josef Schneider bis zum Kriegsausbruch verblieb. Sein Wechsel zum FC Sochaux ging einerseits mit dem deutschen Einmarsch und der Besetzung des Landes einher, die für den neuen Klub bis 1942 den Ausschluss vom regulären Spielbetrieb – mit Ausnahme des Landespokalwettbewerbs – bedeutete. Andererseits wurde Pierre Pibarot Soldat und zog sich während der Schlacht um Narvik (1940) eine Beinverletzung zu. Nach seiner Genesung gehörte er 1942/43 der Kriegsspielgemeinschaft des FCS mit dem Nachbarclub AS Valentigney sowie im Jahr darauf der auf politische Anweisung gebildeten Regionalauswahl Équipe Fédérale Nancy-Lorraine an. Als Letztere 1944 den französischen Pokal gewann, stand Pibarot allerdings nicht in der Finalelf. So blieb das Erreichen des Pokalhalbfinals 1943 in der „verbotenen Zone“ Nordostfrankreichs, in dem die Spielgemeinschaft dem RC Lens mit 0:5 unterlag, sein größter Erfolg als Spieler.

### Spielerstationen
- Olympique Alès (1934–1939, davon 1936–1939 in D2)
- Football Club de Sochaux (1939–1942)
- Spielgemeinschaft FC Sochaux/AS Valentigney (1942/43)
- Équipe Fédérale Nancy-Lorraine (1943/44)
- Football Club de Sochaux (1944/45, in D2)

## Trainerlaufbahn
1945 holte ihn sein Ursprungsverein Olympique Alès als Übungsleiter; mit dieser Elf gelang ihm 1947 der Aufstieg in die Division 1. Pibarot war ein Neuerer, der insbesondere auf eine auf einer Linie spielenden Abwehrkette setzte, was in einer Zeit, in der in Europa noch das WM-Systems vorherrschte, höchst ungewöhnlich war. Nach dem Wiederabstieg 1948 wechselte er zu Olympique Nîmes, mit dem er zwei Jahre später die Zweitligameisterschaft und den Aufstieg schaffte. Mit Spielern wie Maurice Lafont, Joseph Ujlaki und Kader Firoud, der 1955 sein Nachfolger werden sollte, erreichte Nîmes in den Jahren bis 1955 durchgehend Plätze im obersten Tabellendrittel und zudem im Aufstiegsjahr 1950 das Pokalhalbfinale, in dem die Südfranzosen mit 0:3 an Racing Paris scheiterten.
Bereits 1951 wurde Pierre Pibarot vom französischen Verband FFF neben seiner Vereinstätigkeit als Trainer der A-Nationalmannschaft berufen; in dieser Funktion war er für das Training und die taktische Einstellung der Fußballer bei Länderspielen zuständig – nicht jedoch für Spielerberufung und Mannschaftsaufstellung: diese Aufgaben standen dem vom Verband benannten Auswahlkomitee (sélectionneurs) zu, an deren Spitze zu jener Zeit Gaston Barreau und Jean Rigal fungierten. Sein erstes Jahr war durch eine Serie erfolgreicher Spiele geprägt, beginnend mit dem Auswärts-2:2 gegen die zuhause noch unbezwungenen Engländer, Siegen in der Schweiz, über Portugal und Belgien sowie einem 2:2 in Österreich.
In die Folgezeit fiel unter anderem das grandiose Debüt von Raymond Kopa beim 3:1-Sieg der Franzosen über die westdeutsche Mannschaft (Oktober 1952), aber auch die Begegnung der Nationalelf gegen niederländische Auslandsprofis zugunsten der Flutopfer in Holland (der sogenannte Watersnoodwedstrijd vom März 1953). Pibarot betreute die Auswahl der Bleus auch bei der allerdings enttäuschend verlaufenden Weltmeisterschaft 1954. Im Herbst 1954 folgte ihm darin kurzzeitig Jules Bigot und anschließend, für viele Jahre, Albert Batteux.
1958 nahm Pibarot bei RC Paris wieder eine Stelle bei einem Erstdivisionär an, als Nachfolger von Gusti Jordan. Diese Mannschaft führte er zunächst zweimal auf den dritten Platz und anschließend zweimal zur Vizemeisterschaft, 1962 nur aufgrund des gegenüber Stade Reims minimal schlechteren Torquotienten vom Titelgewinn abgehalten. Bei dieser torhungrigen und mit Spielern wie Thadée Cisowski, Joseph Ujlaki, François Heutte oder Eugène Njo-Léa offensiv hochkarätig besetzten Elf bewies er, dass er keineswegs nur ein Fachmann für starke Abwehrreihen war, wenngleich auch dieser Mannschaftsteil mit Abderrahman Mahjoub, Roger Marche und Jean-Jacques Marcel gut besetzt war. Seine Spielidee verdeutlichte er 1962 mit den Worten: „Ob wir 1:2 oder 2:6 verlieren, ist nicht von Bedeutung.“ Trotz seiner positiven Bilanz in der Hauptstadt kehrte er nach Südfrankreich zurück und betreute ab 1964 erneut Olympique Nîmes, der inzwischen allerdings nur noch von vergangenem Ruhm zehrte. Die Mannschaft schloss zweimal auf dem 17. Rang ab, konnte sich beide Male aber in den Barrages die Erstligazugehörigkeit erhalten; 1967 scheiterte Olympique dann als Tabellen-18. aber in den Ausscheidungsspielen und stieg ab. Ob Pibarot zum Zeitpunkt des sofortigen Wiederaufstiegs noch Trainer in Nîmes war, ist bisher nicht zu ermitteln. Als letzte Vereinsstation folgte Olympique Lyon.
Pierre Pibarot, der 1956 auch die Juniorennationalelf betreut hatte, trat, wie der 1960er-Jahre-Nationalcoach Georges Boulogne, früh für eine systematische Sichtung und Schulung potentieller Nationalspieler ein. In den 1970ern und inzwischen Leiter des Institut National de Formation, der zentralen „Talentschmiede“ der FFF, wollte er „nachweisen, dass die Zeit der zufällig entdeckten Einzeltalente vorüber“ sei, an deren Stelle „eine grundlegende Arbeit“ treten müsse.
Heute tragen zwei Stadien in Frankreich Pierre Pibarots Namen: dasjenige von Alès und die größte Spielstätte des INF in Clairefontaine-en-Yvelines.

### Trainerstationen
- Olympique Alès (1945–1948)
- Nîmes Olympique (1948–1955)
- Taktiker und Trainingsleiter der französischen A-Nationalelf (Oktober 1951–September 1954)
- Trainer der Juniorennationalmannschaft (1956)
- Racing Club de Paris (1958–1962)
- Nîmes Olympique (1964–1967 oder 1968)
- Olympique Lyonnais (?–?)
- Leiter des FFF-Ausbildungszentrums INF: in den 1970ern

## Palmarès

### Als Spieler
- Französischer Meister: Fehlanzeige
- Französischer Pokalsieger: 1944 [ohne eigene Finalteilnahme]

### Als Trainer
- Französischer Meister: Fehlanzeige (aber Vizemeister 1961, 1962)
- WM-Teilnehmer: 1954